# Biserica de lemn din Ulm

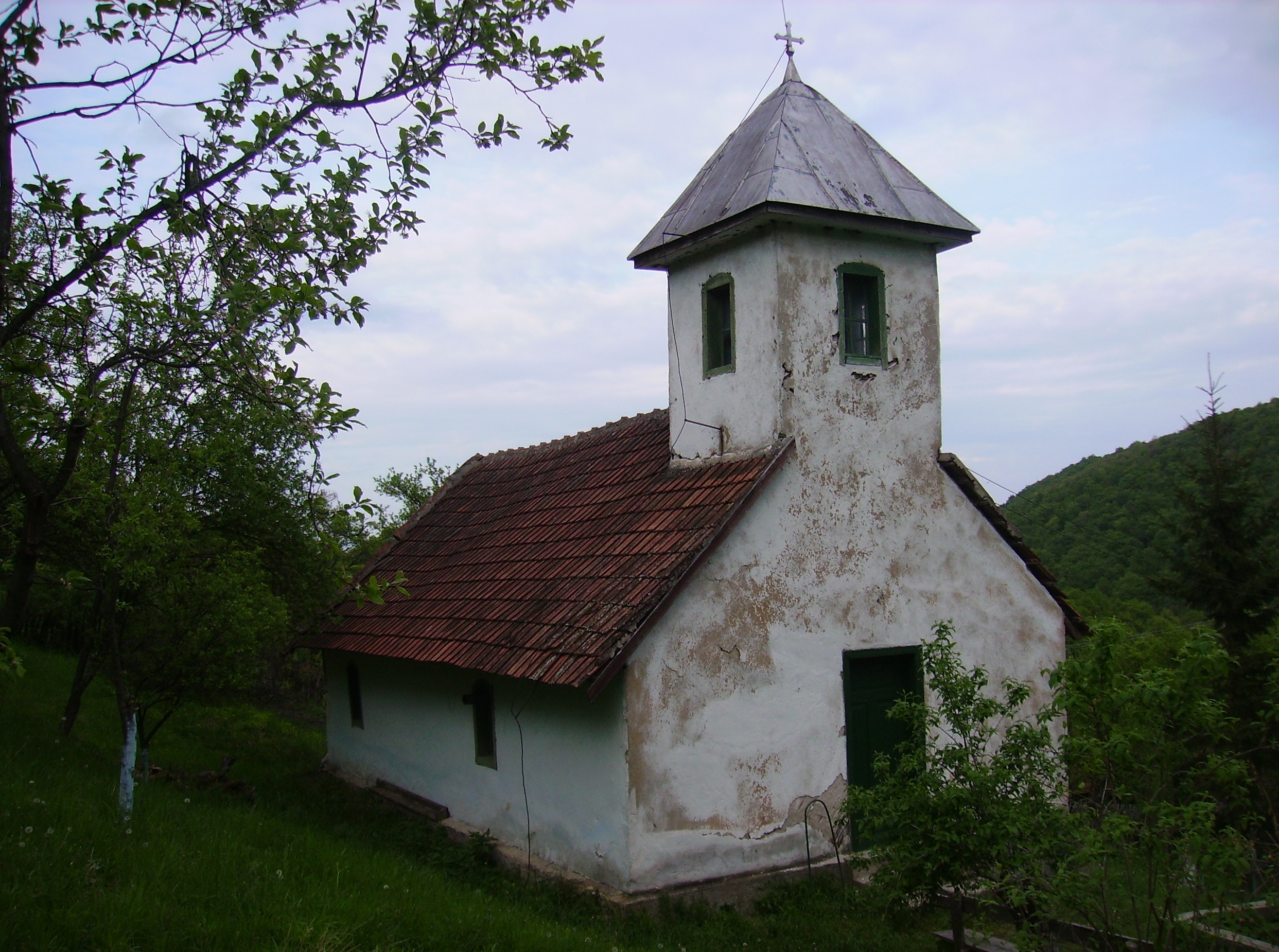
Biserica de lemn „Pogorârea Sfântului Duh” din Ulm, comuna Cerbăl, județul Hunedoara, foto: aprilie 2008.

Biserica de lemn din Ulm, comuna Cerbăl, județul Hunedoara a fost ridicată în secolul XVIII. Are hramul „Pogorârea Sfântului Duh”. În ciuda vechimii sale biserica nu se află pe noua listă a monumentelor istorice.

## Istoric și trăsături
Biserica „Pogorârea Duhului Sfânt" din satul Ulm este menționată în tabelele conscripțiilor ecleziastice din anii 1750, 1805 și 1829-1831; celelalte catagrafii, precum și harta iosefină a Transilvaniei (1769-1773) o omit. Este un edificiu de plan dreptunghiular, cu absida nedecroșată, de formă pentagonală. Pronaosul este suprapus de o clopotniță scundă, cu un coif piramidal învelit în tablă; la acoperișul propriu-zis s-a folosit țigla. Suprafața interioară și exterioară a bârnelor, deși tencuită, a rămas neîmpodobită iconografic. Biserica își datorează aspectul actual amplei renovări din anul 1937.